# Fur - An Imaginary Portrait of Diane Arbus
Fur: An Imaginary Portrait of Diane Arbus é um filme norte-americano, do gênero drama romântico, lançado em 2006. Escrito por Erin Cressida Wilson e Patricia Bosworth, foi dirigido por Steven Shainberg. É estrelado por Nicole Kidman, a icônica fotógrafa americana Diane Arbus, conhecida por suas imagens estranhas e perturbadoras. Robert Downey Jr. e Ty Burrell completam o triângulo amoroso em que se baseia a trama. Como o título indica, a história é em grande parte ficcional. 

## Elenco
- Nicole Kidman — Diane Arbus
- Robert Downey Jr. — Lionel Sweeney
- Ty Burrell — Allan Arbus
- Harris Yulin — David Nemerov
- Jane Alexander — Gertrude Nemerov
- Emmy Clarke — Grace Arbus
- Genevieve McCarthy — Sophie Arbus
- Boris McGiver — Jack Henry
- Marceline Hugot — Tippa Henry
- Mary Duffy — Althea

## Recepção
No agregador de críticas Rotten Tomatoes, na pontuação onde a equipe do site categoriza as opiniões da  grande mídia e da mídia independente apenas como positivas ou negativas, o filme tem um índice de aprovação de 32% calculado com base em 111 comentários dos críticos. Por comparação, com as mesmas opiniões sendo calculadas usando uma média aritmética ponderada, a nota alcançada é 4,9/10 que é seguida do consenso: "Este retrato de uma fotógrafa inovadora não tem a ousadia de seu assunto."
Em outro agregador, o Metacritic, que calcula as notas das opiniões usando somente uma média aritmética ponderada de determinados veículos de comunicação em maior parte da grande mídia, tem uma pontuação de 50/100, alcançada com base em 31 avaliações da imprensa anexadas no site, com a indicação de "revisões mistas ou neutras".
No The Sun, Johnny Vaughan avaliou com 3/4 da nota e disse que "as atuações emocionantes de Kidman e Downey Jr mais do que compensam o roteiro idiota do filme."